# Деполімеризація
Деполімериза́ція (рос. деполимеризация, англ. depolymerization) — зворотний до полімеризації процес розпаду полімера на простіші сполуки, де зберігається структура мономеру: мономери, димери й т.п.
Схильність полімерів до деполімеризації визначається їхньою граничною температурою (англ. ceiling temperature). При цій температурі ентальпія полімеризації дорівнює зростанню ентропії при деполімеризації. При температурі вище граничної швидкість деполімеризації перевищує швидкість полімеризації, що пригнічує формування полімеру.
| Полімер             | Гранична температура, °C | Мономер         |
| ------------------- | ------------------------ | --------------- |
| Поліетилен          | 610                      | CH2=CH2         |
| Поліізобутилен      | 175                      | CH2=CMe2        |
| Поліізопрен         | 466                      | CH2=C(Me)CH=CH2 |
| Поліметилметакрилат | 198                      | CH2=C(Me)CO2Me  |
| Полістирол          | 395                      | PhCH=CH2        |
| Політетрафторетилен | 1100                     | CF2=CF2         |